# Juan Manuel Santos
Juan Manuel Santos Calderón (født 10. august 1951 i Bogotá) er colombiansk politiker som var landets præsident fra 2010 til 2018 og modtager af Nobels fredspris i 2016.
Han en journalist, økonom og konservativ politiker for Partido Social de Unidad Nacional (det sociale parti for national enhed – også kaldet "U-partiet," spansk: Partido de "la U", som Santos er en af grundlæggerne og lederne af). Han tiltrådte som landets præsident den 7. august 2010 efter at have besejret modkandidaten Antanas Mockus under valgkampen, og sad i to fireårs perioder.
Santos har været landets forsvarsminister 2006-2009 (og var da involveret i flere politiske skandaler – bl.a. omhandlende kontakten med FARC-guerillaen i Ecuador) og minister for finans og offentlig kredit.
Santos kommer fra en rig og meget traditionel colombiansk familie; hans grandonkel Eduardo Santos var landets 20. præsident 1938-1942, mens hans fætter Francisco Santos Calderón var præsident Uribe Vélez' vicepræsident.
I 2016 fik Juan Manuel Santos Nobels fredspris for sin fredsaftale med FARC, som et flertal af befolkningen afviste ved en folkeafstemning.